# Vitlinglyra
Vitlinglyran (Trisopterus esmarkii) är en art i familjen torskfiskar. 

## Utseende
Vitlinglyran har gråbrunaktig ovansida, silverfärgade sidor och vitaktig buk. Den liknar vitlingen men har längre underkäke än överkäke samt är försedd med skäggtöm (unga vitlingar kan dock också ha en ansats till skäggtöm, men den försvinner när de blir äldre). Fisken blir runt 25–35 centimeter lång. 

## Utbredning
Vitlinglyran lever i nordöstra Atlanten från Björnön och Barents hav i norr, över Färöarna och Island till Engelska kanalen i söder. Vanlig längs norska kusten, går in i Skagerack, Öresund och tidvis sydligaste Östersjön.

## Vanor
Vitlinglyran är en stimfisk som lever pelagiskt strax ovanför leriga bottnar på 100–200 meters djup, men kan återfinnas mellan 50 och 300 meters djup. Den lever huvudsakligen av zooplankton, speciellt små kräftdjur, men även av mindre fiskar.
Vitlinglyran kan bli åtminstone 5 år.

## Fortplantning
Fisken leker i januari till juli i öppet vatten. I södra delen av utbredningsområdet befruktas äggen främst i mars och april. Honan lägger mellan 60 000 och 400 000 pelagiska ägg.
Vitlinglyran blir könsmogen vid 1 till 2 års ålder.

## Ekonomisk betydelse
Fisken fångas inte som människoföda, däremot används den till industrifisk för framställning av fiskmjöl och foderpellets till köttdjursproduktion och fiskodlingar.

## Bevarandestatus
För beståndet är inga hot skända och hela populationen ökar. IUCN listar arten som livskraftig (LC).